# Provincia del Granducato del Basso Reno
Il Granducato del Basso Reno (in tedesco: Großherzogtum Niederrhein), o semplicemente Provincia del Basso Reno (Provinz Niederrhein) fu una provincia del Regno di Prussia esistita dal 1815 al 1822.

## Storia
La provincia fu istituita dopo il Congresso di Vienna del 1815, quando fu assegnata la Renania a Federico Guglielmo II di Prussia, e con essa il titolo di Granduca del Basso Reno. Questo permise alla Prussia di consolidare i territori a ridosso del Reno posseduti sin dal 1803, come l'Elettorato di Treviri, Manderscheid, Malmedy, l'ex Città Libera Imperiale di Aquisgrana (Aachen), gran parte del Palatinato, parti del Granducato di Lussemburgo e il Ducato di Limburgo, come anche altri piccoli territori. Il 22 aprile 1816 questi territori furono uniti a formare il Granducato del Basso Reno, con la capitale provinciale situata a Coblenza.
Il 22 giugno 1822, per ordine del governo prussiano, la provincia fu fusa insieme alla confinante Provincia di Jülich-Kleve-Berg a formare la Provincia del Reno.
La decisione provocò sommovimenti popolari da parte degli autonomisti locali.